# Goldener Ball

Cássio Ramos (Mitte), David Luiz (links) und Paolo Guerrero (rechts) bei der Verleihung des Goldenen Balls der Klub-Weltmeisterschaft 2012

Der Goldene Ball (auch adidas Goldener Ball) ist eine Auszeichnung, die an den besten Spieler eines FIFA-Turniers vergeben wird. Für den zweit- bzw. drittbesten wird der Silberne respektive Bronzene Ball vergeben. Die Auszeichnung wird vom technischen Ausrüster der FIFA Adidas gestiftet. Die Gewinner werden von der technischen Studiengruppe ausgewählt.
Turniere, bei denen ein Goldener Ball vergeben wird:
- Fußball-Weltmeisterschaft
- Fußball-Weltmeisterschaft der Frauen
- FIFA U-20-Weltmeisterschaft
- U-20-Fußball-Weltmeisterschaft der Frauen
- U-17-Fußball-Weltmeisterschaft
- U-17-Fußball-Weltmeisterschaft der Frauen
- FIFA Klub-WM
- FIFA-Konföderationen-Pokal
- FIFA Futsal-Weltmeisterschaft

Nicht zu verwechseln ist der Goldene Ball mit dem Ballon d’Or (frnz.: Goldener Ball), einem von France Football vergebenen jährlichen Preis für den besten Spieler der jeweils vorherigen Saison.